# Claude Wilfried Ekanga
Pour les articles homonymes, voir Ekanga.
Claude Wilfried Ekanga est un critique politique camerounais. Il est atteint d'albinisme.

## Biographie

### Enfance et débuts
Claude Wilfried Ekanga est le fils de Joachim Ekanga Abata. Après un cursus primaire et secondaire à Yaoundé, Wilfried suit à partir de 2010 des études universitaires en sciences politiques et relations internationales en Allemagne, sur financement par une bourse allemande[réf. souhaitée].

### Carrière
Politologue et spécialiste des questions internationales, écrivain essayiste, Wilfried Ekanga se fait connaitre à l’opinion publique camerounaise à partir de 2016, grâce à ses prises de positions contre l’impérialisme économique en Afrique.

### Activités politiques
Il est militant au Mouvement pour la renaissance du Cameroun et soutien de Maurice Kamto.
Il se définit comme panafricaniste et prône l'émergence de l'Afrique.

## Œuvres
- Claude Wilfried Ekanga, Des Afriques et des Vers, Éditions Édilivre, 17 février 2016, 80 p. (ISBN 2334066753, présentation en ligne)